# أل كارلسون
أل كارلسون (بالإنجليزية: Al Carlson)‏ هو سياسي أمريكي، ولد في 21 نوفمبر 1948 في الولايات المتحدة. حزبياً، نشط في الحزب الجمهوري. وقد انتخب عضو ‏ مجلس نواب داكوتا الشمالية (1993 – ).